# Ontario
Ontario tartomány Kanada délkeleti részében. Kanada legnépesebb tartománya, területét tekintve pedig Québec után − a kanadai territóriumokat nem számítva − a második legnagyobb.
Fővárosa Toronto, Kanada legnagyobb városa, de Ontarióban van a kanadai szövetségi állam fővárosa, Ottawa is. A tartomány népessége a kanadai statisztikai hivatal 2008 januári becslése szerint 12 861 940, Kanada teljes népességének több mint egyharmada. Területe 1 076 395 km² (Magyarország tizenkétszer férne el benne), szárazföldi területe 917 741 km², édesvízi területe 158 654 km². 
Bővelkedik vízterületekben, nevét is az Ontario-tóról kapta. (A tó neve a huron ontarí:io szókapcsolatból származik, amelynek jelentése „nagy tó”, vagy az irokéz skanadario - vagyis „szép víz” - szókapcsolatból.)
Egyike Kanada alapító tartományainak (Québeckel, Új-Brunswickkal és Új-Skóciával együtt). Kanada legjelentősebb ipari tartománya, amely 2004-ben a teljes kanadai ipari termelés 52%-át adta.

## Elhelyezkedése

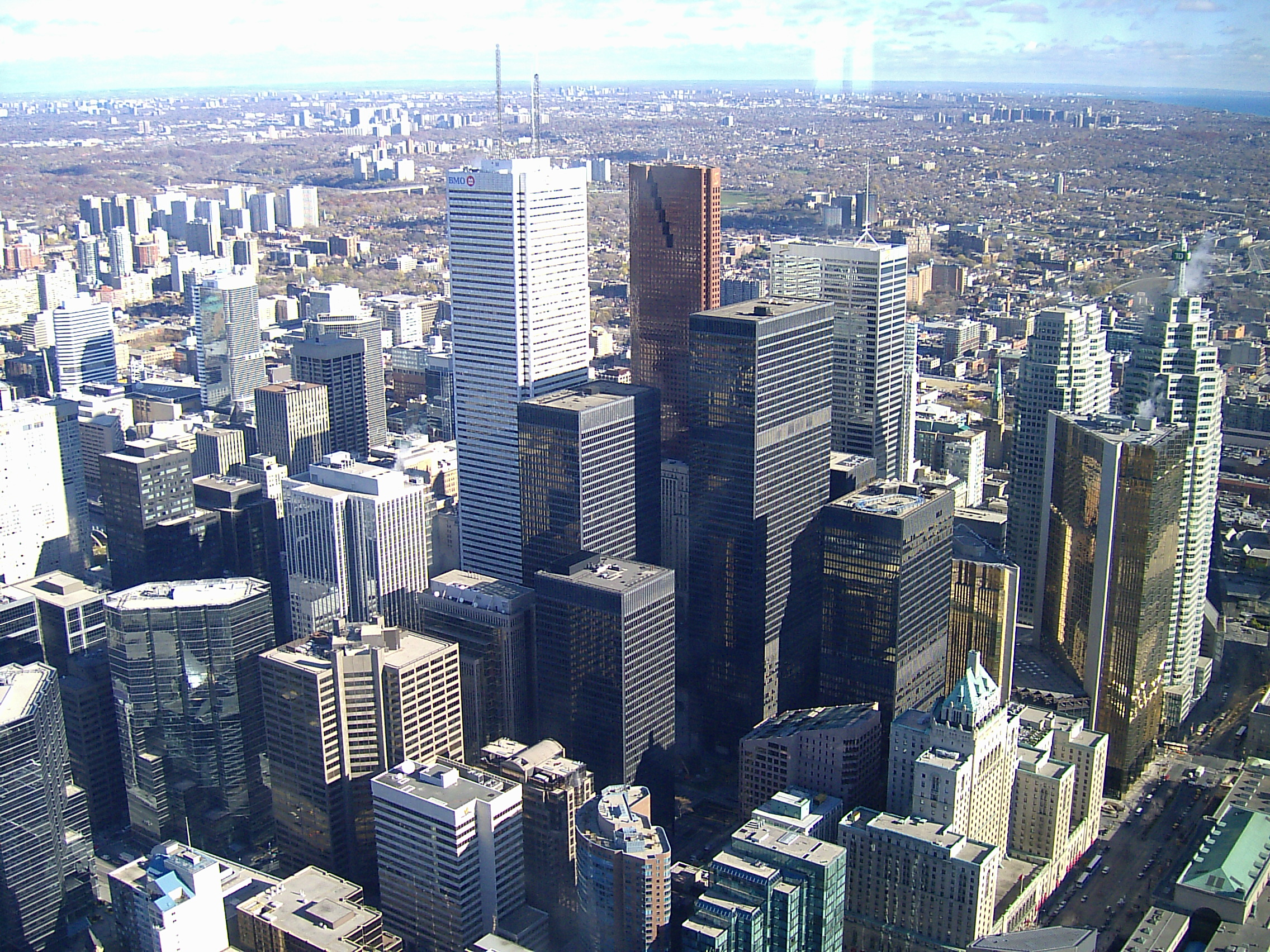
Toronto üzleti negyede.

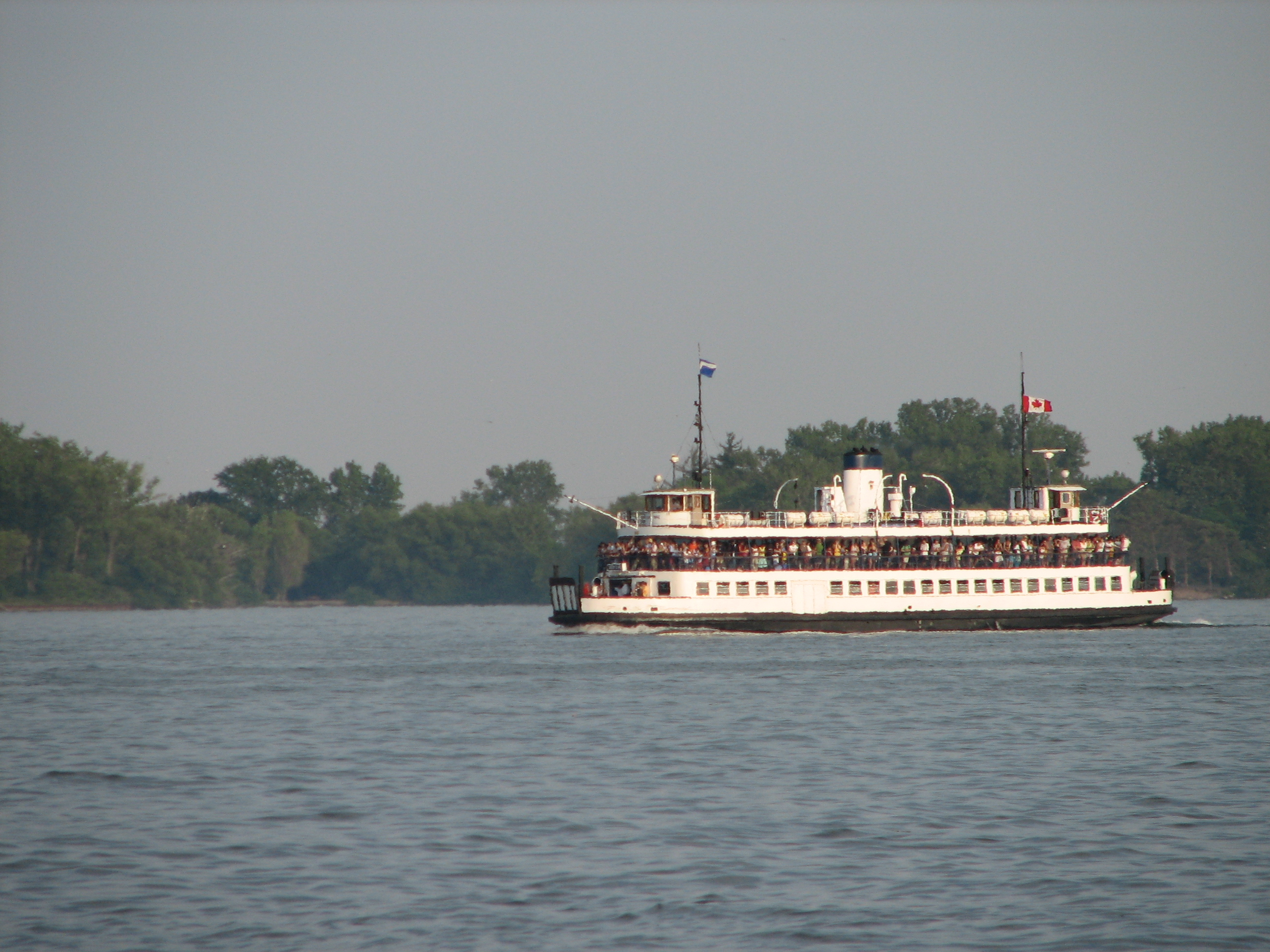
Komp a Torontói-szigetekre az Ontario-tón.

Nyugati szomszédja Manitoba tartomány, keleten Quebec, délen az Amerikai Egyesült Államok tagállamai: nyugatról kelet felé haladva Minnesota, Michigan, Ohio, Pennsylvania (az Erie-tónál) és New York. Közös határai az Egyesült Államokkal többnyire természetesek, az Erdők tavától (angolul Lake of the Woods) a Nagy-tavakon keresztül a Szent Lőrinc-folyóig Cornwall közelében. Ontario az egyetlen kanadai tartomány, amely szomszédos a Nagy-tavakkal.

## Földrajza
Ontario a következő földrajzi régiókból áll:
- Északnyugaton és a középső vidékeken a gyéren lakott Kanadai-pajzs, amely a tartomány területének több mint felét foglalja el. Jobbára terméketlen vidék, de ásványkincsekben, tavakban és folyókban gazdag. Alrégiói Északnyugat-Ontario és Északkelet-Ontario.
- Az északi és északkeleti periférián a gyakorlatilag lakatlan, mocsaras, illetve ritkás erdőkkel fedett Hudson-öböl alföld.
- A mérsékelt éghajlatú, termékeny és sűrűn lakott vidékek a Nagy-tavak mentén és Szent-Lőrinc folyó völgyében helyezkednek el délen. Dél-Ontario alrégiói: Délnyugat-Ontario (nyugati részeit korábban Nyugat-Ontariónak nevezték), az Ontario-tó nyugati vége körül az Aranypatkó (angolul Golden Horseshoe), Közép-Ontario (bár földrajzilag nem ez a tartomány közepe) és Kelet-Ontario.

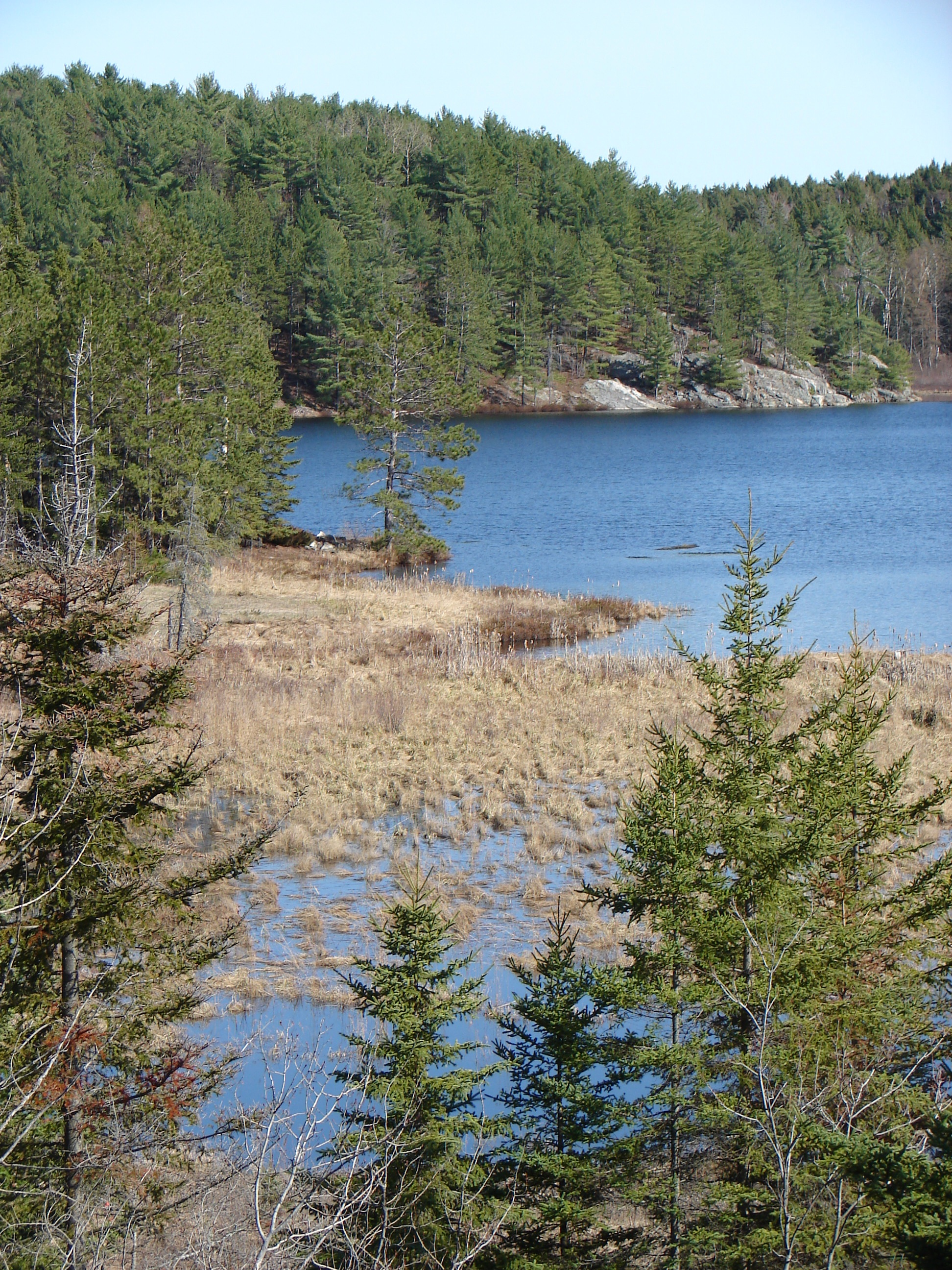
Tipikus tájkép a kanadai pajzs vidékén.

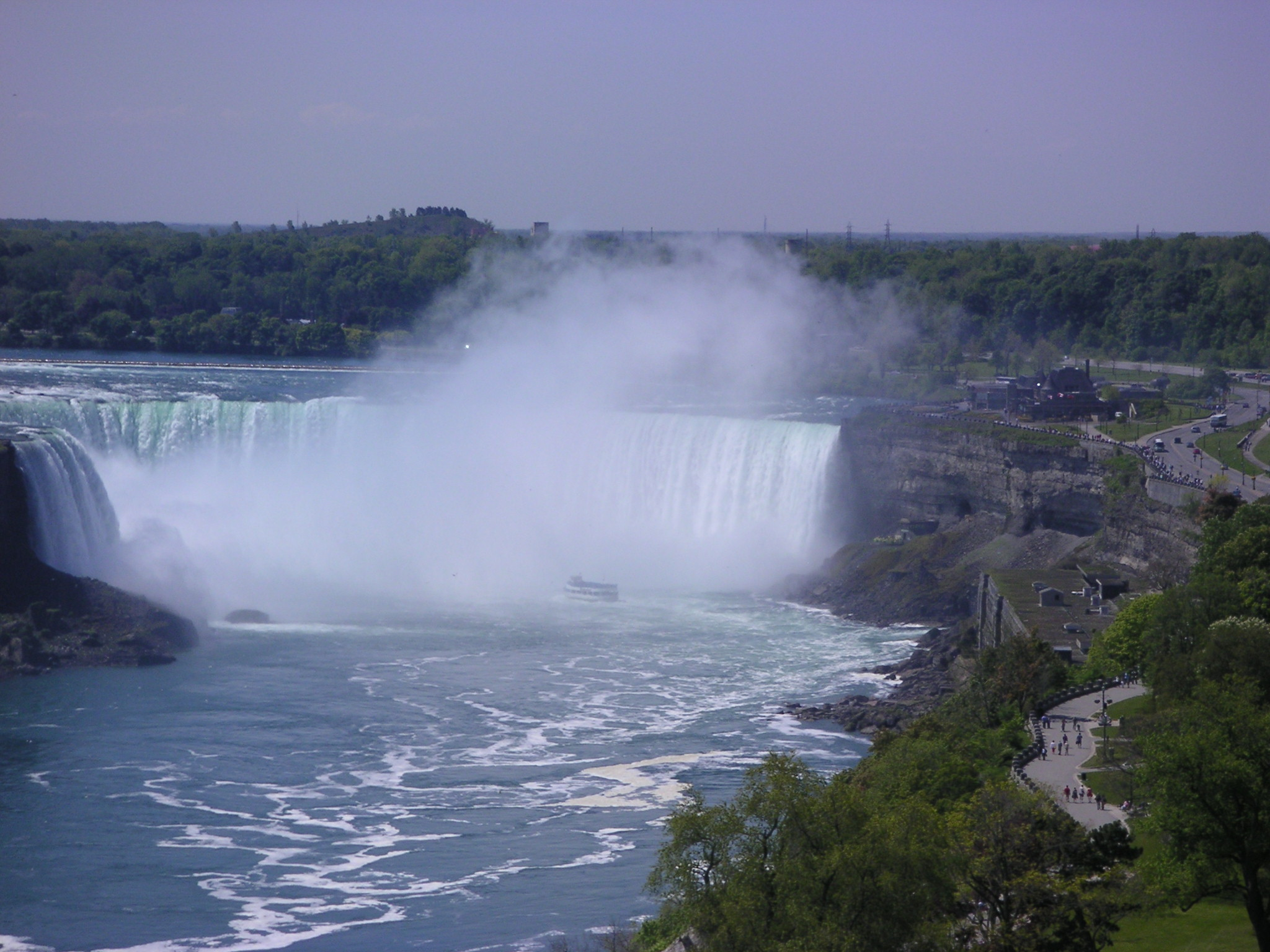
A Niagara messziről, 2005-ben készült fotó.

Bár igazi hegyvidékek a tartományban nincsenek, nagy fennsíkokkal rendelkezik, elsősorban az északnyugat-délkeleti irányban elnyúló Kanadai pajzs vidékén, illetve a déli régión keresztülvágó Niagara-lépcső.
Az észak-amerikai lombhullató erdők zónája lefedi Ontario délnyugati részét, északi határa a Nagy-Toronto térség az Ontario-tó nyugati végén.

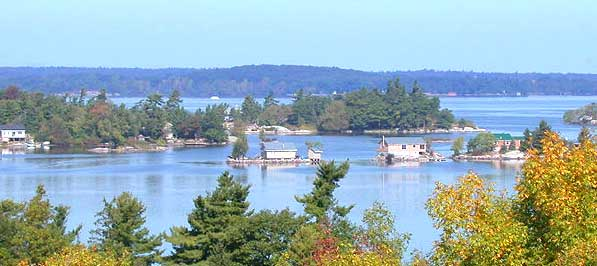
Az Ezer sziget egy látképe.

A tartomány legismertebb természeti szépsége a Niagara-vízesés. A Szent Lőrinc-csatorna rendszerén a tengerjáró hajók egészen az Ontario északnyugati részében lévő Thunder Bayig juthatnak el.
A Huron-tótól északra számított Észak-Ontario a tartomány területének mintegy 85%-át foglalja el, a lakosság 94%-a ugyanakkor Dél-Ontarióban él.
Délnyugat-Ontarióban, Windsor és Detroit közelében található az Erie-tóba nyújtózó Point Pelee Nemzeti Park, a szárazföldi Kanada legdélibb területe. (Az Erie-tavon lévő, még Kanadához tartozó Pelee-sziget és Középső sziget még ettől is kicsit délebbre vannak.)

## Történelem
Az vidéken az indiánok mellett sokáig csak nagyon kevés európai származású ember élt. A népesség akkor indult növekedésnek, amikor a brit kormány az amerikai függetlenségi háború meg az 1812-es háború idején a hozzá hű lojalistákat, akik az Amerikai Egyesült Államokból menekülni kényszerültek, itt telepítette le. Emiatt alakult ki az a helyzet, hogy Québec máig francia nyelvű, Ontario pedig angol.
A vasúthálózat kiépülése után indult meg a nagyarányú európai bevándorlás. Bár az újonnan érkezett bevándorlók egy része tovább ment még nyugatabbra, Ontario lakossága is gyorsan nőtt. Ugyanakkor az északi vidékek nagyon gyér lakosságúak máig.
Sokféle ipar települt meg, de a 20. század folyamán a fő jövedelemforrás a autógyártás volt. Az 1970-es évektől kezdve az újonnan érkezett bevándorlók többsége már nem európai eredetű, így az eredetileg angolszász tartomány mára multikulturálissá vált.

## Területének fejlődése

A kanadai tartományok határainak fejlődése.

## Népesség

### Legnépesebb települések
| Kép     | Rang | Város       | Népesség  | Rang | Város           | Népesség | Kép         |
| ------- | ---- | ----------- | --------- | ---- | --------------- | -------- | ----------- |
| Toronto | 1.   | Toronto     | 2 794 356 | 11.  | Oakville        | 213 759  | Mississauga |
| Toronto | 2.   | Ottawa      | 1 017 449 | 12.  | Richmond Hill   | 202 022  | Mississauga |
| Toronto | 3.   | Mississauga | 717 961   | 13.  | Burlington      | 186 948  | Mississauga |
| Toronto | 4.   | Brampton    | 656 480   | 14.  | Oshawa          | 185 611  | Mississauga |
| Toronto | 5.   | Hamilton    | 569 353   | 15.  | Greater Sudbury | 166 004  | Mississauga |
| Ottawa  | 6.   | London      | 422 324   | 16.  | Barrie          | 147 829  | Brampton    |
| Ottawa  | 7.   | Markham     | 338 503   | 17.  | Guelph          | 143 740  | Brampton    |
| Ottawa  | 8.   | Vaughan     | 323 103   | 18.  | Whitby          | 138 501  | Brampton    |
| Ottawa  | 9.   | Kitchener   | 256 885   | 19.  | Cambridge       | 138 479  | Brampton    |
| Ottawa  | 10.  | Windsor     | 229 660   | 20.  | St. Catharines  | 136 803  | Brampton    |

### Legnépesebb agglomerációk
| Agglomeráció                                           | Népesség  |
| ------------------------------------------------------ | --------- |
| Toronto Census agglomeration area                      | 6 202 225 |
| Ottawa–Gatineau Census agglomeration area              | 1 135 014 |
| Hamilton Census agglomeration area                     | 785 184   |
| Kitchener–Cambridge–Waterloo Census agglomeration area | 575 847   |
| London Census agglomeration area                       | 543 551   |
| St. Catharines–Niagara Census agglomeration area       | 433 604   |
| Windsor Census agglomeration area                      | 422 630   |
| Oshawa Census agglomeration area                       | 415 311   |
| Barrie Census agglomeration area                       | 212 856   |
| Kingston Census agglomeration area                     | 172 546   |
| Greater Sudbury Census agglomeration area              | 170 605   |
| Guelph Census agglomeration area                       | 165 588   |
| Brantford Census agglomeration area                    | 144 162   |
| Peterborough Census agglomeration area                 | 128 624   |
| Thunder Bay Census agglomeration area                  | 123 258   |